# Dulwich Park
Dulwich Park est un parc de 30,85 hectares situé à Dulwich, dans le Borough londonien de Southwark, au sud de Londres, en Angleterre. Le parc a été créé par le Metropolitan Board of Works à partir d'anciennes terres agricoles et de prairies. Il a été ouvert en 1890 par Lord Rosebery. En 2004-2006, le parc a été restauré selon son agencement victorien d'origine, grâce à une subvention du Fonds de la loterie du patrimoine. Le parc est classé Grade II sur le registre des parcs et jardins historiques. 
Le parc Dulwich abrite un café, un lac de plaisance et de nombreuses installations sportives. Différents types de vélos couchés sont disponibles à la location. Les voitures ne sont plus autorisées dans le parc depuis 2003, à l'exception des détenteurs de badges handicapés, mais il existe un parking gratuit à l'entrée de College Road. 

## Architecture
Les portes et les pavillons qui entourent le parc sont classés grade II sur la liste du patrimoine national ; il s'agit notamment des pavillons situés à côté des portes Old College et Roseberry , et des portes Queen Mary, Court Lane, Roseberry et Old College et leurs balustrades,,,. 
Le 20 décembre 2011, une sculpture de Barbara Hepworth intitulée Two Forms (Cercle divisé) se trouvant dans le parc a été découpée de son socle et volée par des voleurs de ferraille. 

## Sport
Il abrite le Dulwich Park Runners, un petit club de course à pied. Un Parkrun a lieu chaque samedi. Il existe un club de bowling ouvert tous les étés d'avril à septembre, qui existe sur le green au milieu du parc depuis 1900. 

## Vues

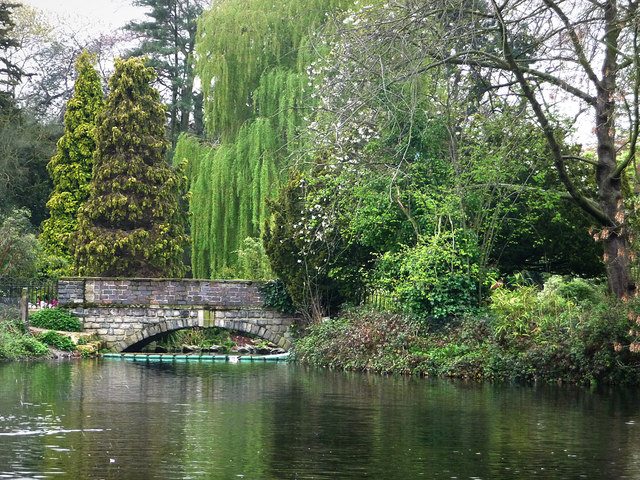
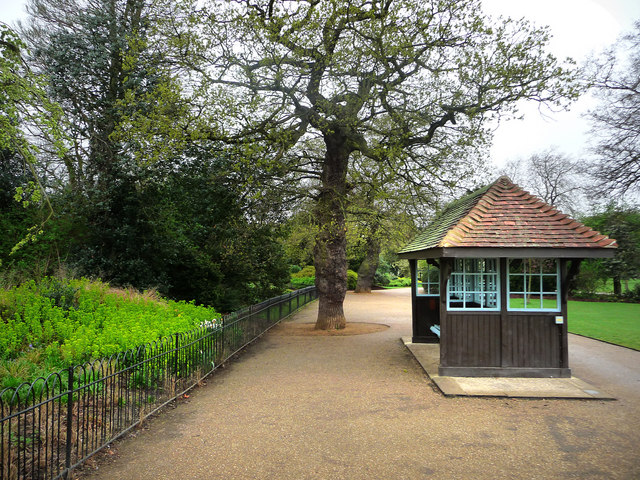
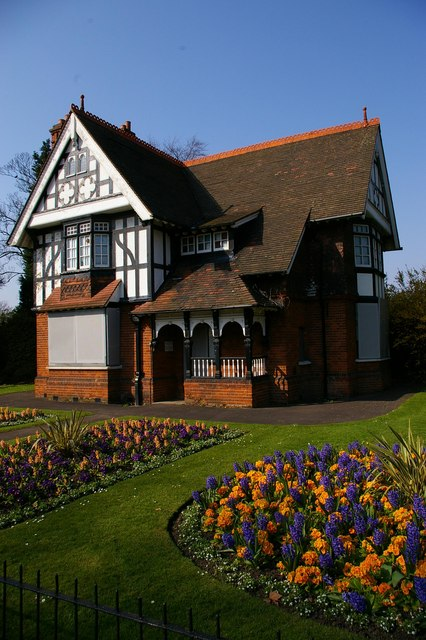
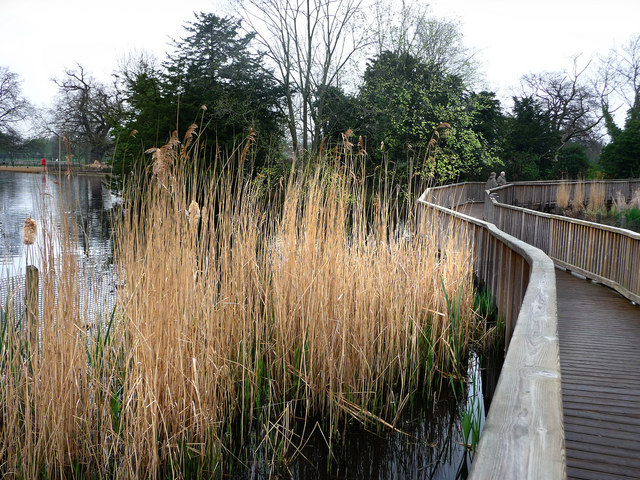
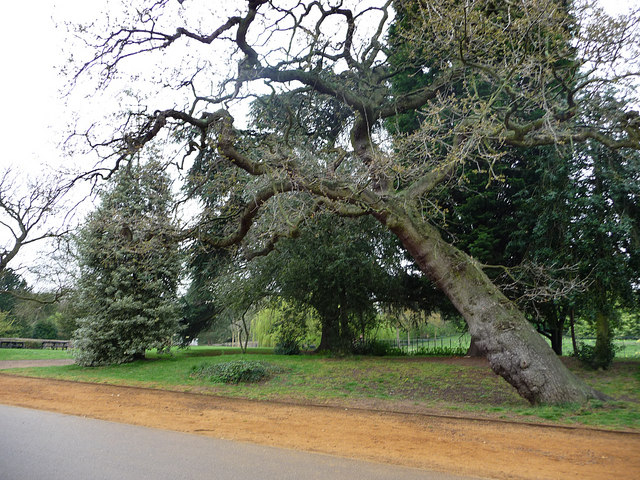
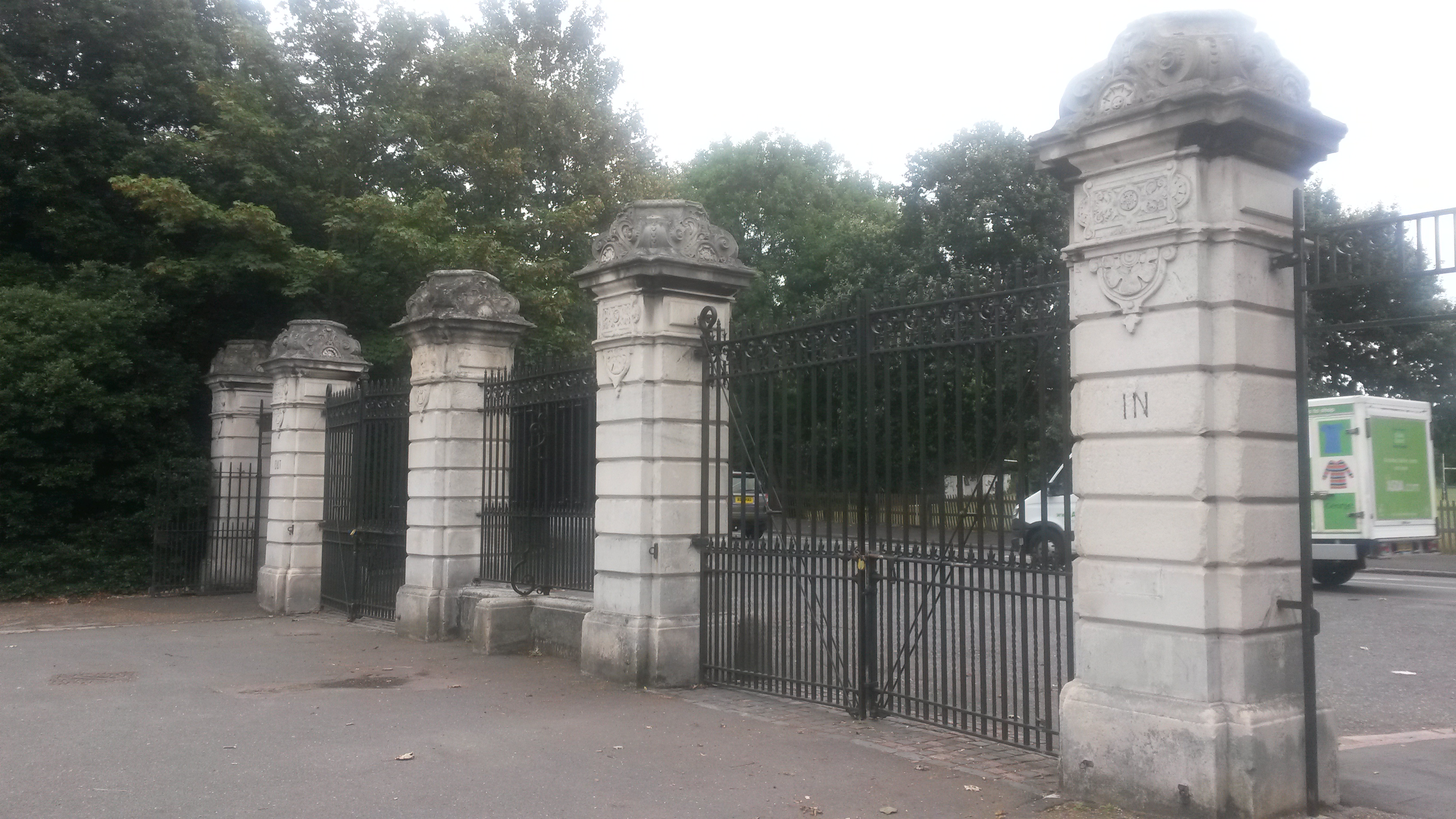
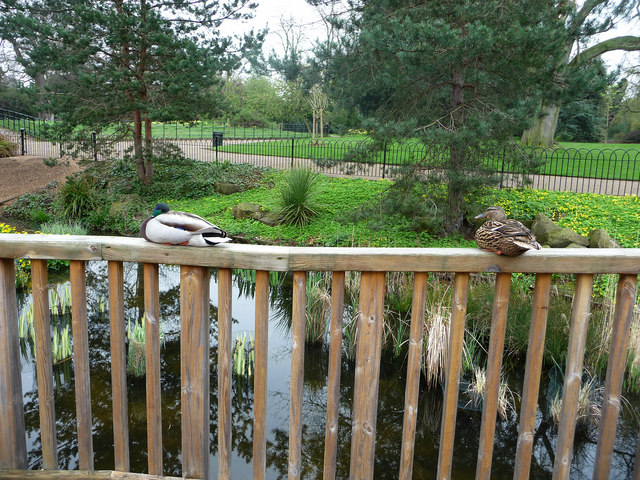
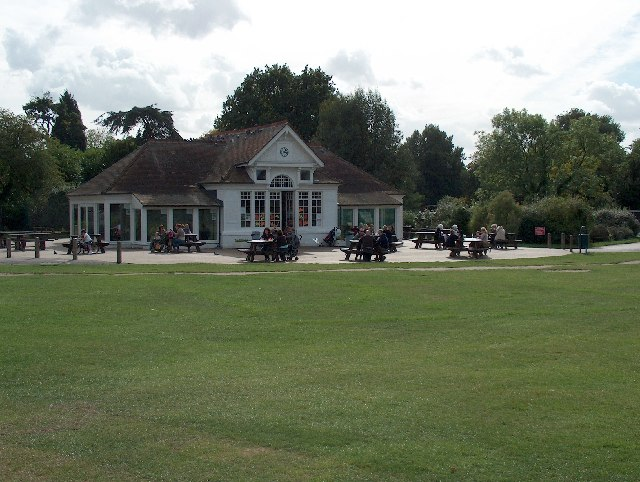
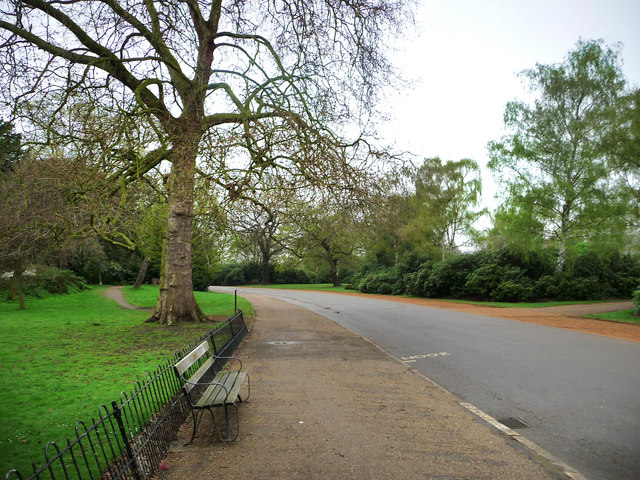
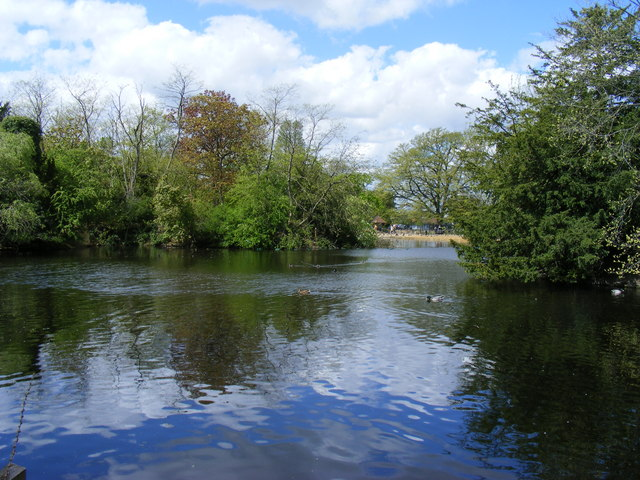